# Julus barbatus
Julus barbatus är en mångfotingart som beskrevs av Karl Wilhelm Verhoeff 1907. Julus barbatus ingår i släktet Julus och familjen kejsardubbelfotingar. Inga underarter finns listade i Catalogue of Life.